# João Carlos da Silva Costa
João Carlos da Silva Costa, detto João Carlos (Rio de Janeiro, 15 gennaio 1956), è un allenatore di calcio brasiliano.

## Carriera
Iniziò ad allenare nel 1981, come responsabile del settore giovanile del Flamengo, mentre nel 1991 ha preso la guida della nazionale brasiliana Under-17, con cui ha partecipato sia al Sudamericano Sub-17 che al Mondiale, tenutosi in Italia. Nel 1999 assunse l'incarico di commissario tecnico del Brasile under 20, che guidò al Mondiale di categoria.
Dopo l'esperienza con la nazionale giovanile, torna in Giappone per allenare il Nagoya Grampus nel corso della J League, rimanendo in carica fino al 2001.
Nel 2002, dopo un'esperienza al Cerezo Osaka, torna ad allenare in Brasile, nuovamente al Flamengo; ma già nel 2003 torna in Giappone, stavolta al Consadole Sapporo. Chiamato dalla nazionale giamaicana, vi rimane per un periodo nel 2005, prima di tornare in Brasile, dove allena società minori del calcio nazionale, come América-SP, Tupi e CRB. Nel 2008 ha assunto l'incarico di allenatore del Tigres do Brasil.

## Palmarès

### Club
- Campionato Carioca: 2

Flamengo: 1981, 1986
- Campionato brasiliano: 3

Flamengo: 1986, 1987, 1992
- Taça Guanabara: 1

Flamengo: 1988
- Campionato saudita di calcio: 1

Al-Hilal: 1989
- Coppa del Brasile: 1

Flamengo: 1990
- Campionato giapponese: 1

Kashima Antlers: 1996
- Coppa del Giappone: 1

Nagoya Grampus: 2000

### Nazionale
- Campionato sudamericano Under-17: 2

1991, 1992